# Dijbeen van Oest-Isjim

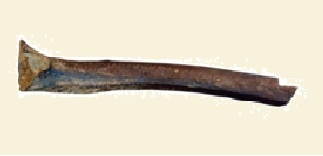

Het dijbeen van Oest-Isjim is het oudste fossiel van de anatomisch moderne mens (Homo sapiens sapiens), waarvan het gehele genoom gesequencet en dus grotendeels gereconstrueerd kon worden. Het bijna volledige dijbeen werd ontdekt in West-Siberië (het noordwesten van Oblast Omsk, Rusland) en gedateerd op ongeveer 45.000 jaar BP.

## Vondst
Op zoek naar mammoetslagtanden als grondstof voor sieraden ontdekte Nikolaj Peristov in 2008 ten noorden van de nederzetting Oest-Isjim op de linkeroever van de Irtysj een bot dat uit de grond stak. Bij forensisch onderzoek werd het als van een mens afkomstig geïdentificeerd. Het was een linker menselijk dijbeen (femur), waarvan het onderste gewricht afgebroken was. De vondst werd overgebracht naar het in München gevestigde Max-Planck-Instituut voor Evolutionaire Antropologie om de leeftijd te bepalen en in het laboratorium van Svante Pääbo onderzocht.

## Bevindingen
Hoewel de exacte vindplaats niet kon worden gereconstrueerd, staat vast dat het bot aan de oppervlakte kwam door erosie van een alluviale bodem waarvan de lagen ongeveer 50.000 tot 30.000 jaar oud zijn, maar waarin ook veel oudere Laat- en Midden-Pleistocene fossielen zijn ingebed.
Onafhankelijke C14-dateringen van twee botmonsters gaven leeftijden van 41.400 ± 1300 jaar BP en 41.400 ± 1400 jaar BP. Gekalibreerd resulteerde dit in een leeftijd van 46.880 tot 43.210 jaar. De Oest-Isjim-vondst is daarmee het oudste rechtstreeks gedateerde overblijfsel van de vroege moderne mens buiten Afrika en het Midden-Oosten.
Uit de verhouding van koolstof- en stikstof-isotopen in de botmonsters werd afgeleid dat de voeding voornamelijk bestond uit C3-planten en dieren die C3-planten aten, een aanzienlijk deel van het geconsumeerd eiwit was echter waarschijnlijk van vis afkomstig.
Daarnaast werden negen botmonsters genomen om resterend DNA te winnen. Hieruit bleek dat het bot van een man afkomstig was. De vergelijking van het genoom met DNA-monsters van meer dan 50 bestaande populaties van de mens toonde dat hij nader verwant is aan de huidige buiten Afrika levende mensen dan met Afrikanen. De man uit Oest-Isjim bleek vergelijkbaar dicht verwant met mensen uit Oost-Azië als met mensen die tijdens de vroege steentijd Europa bevolkten. Onderzoek van het genoom toont aan dat de Oest-Isjim-man tot dezelfde groep van vroege mensen behoorde als de jongen van Malta, Siberië, die 24.000 jaar geleden leefde, en het skelet van La Braña, een jager-verzamelaar die ongeveer 8000 jaar geleden in Spanje leefde. Dit suggereert dat de Oest-Isjim-man behoorde tot de eerste golf van de moderne mens die uit Afrika naar Europa en Azië trok, nog vóór of op het moment dat die bevolking zich splitste in een Oost-Aziatische en een Europese groep.
Het mitochondriaal DNA staat volgens in het tijdschrift Nature van oktober 2014 gepubliceerd onderzoek aan de basis van de tegenwoordig in Eurazië wijdverspreide haplogroep R (mtDNA), het Y-chromosoom ligt aan de basis van haplogroep K(xLT).

### Neanderthaler-invloed
Het onderzoek toonde ook dat ongeveer twee procent van het DNA identiek is aan neanderthaler-DNA, een vergelijkbaar groot deel als aangetoond bij moderne Oost-Aziaten en Europeanen. Maar de segmenten van het Neanderthaler-DNA van deze vroege anatomisch moderne mens waren veel langer dan die bij de huidige mensen. Dit wordt verklaard door het feit dat de vermenging met de neanderthalers nog niet zo lang terug lag: in de loop van opeenvolgende generaties verkorten zich de fragmenten. Op basis van modelberekeningen werd geschat dat de kruising met neanderthalers rond 7000 tot 13.000 jaar voor het leven van de man kan hebben plaatsgevonden, dat wil zeggen ongeveer 50.000 tot 60.000 jaar BP.